# Chiesa di San Gregorio Magno (L'Aquila)
La chiesa di San Gregorio Magno è il luogo di culto principale di San Gregorio, frazione dell'Aquila.

## Storia e descrizione
La chiesa fu consacrata nel 1313, ma subì rimaneggiamenti nel Rinascimento, dopo il terremoto del 1461, e nell'epoca tardobarocca, dopo il grave sisma del 1703. La chiesa è stata la sede parrocchiale della frazione di San Gregorio, fino al 1927 dipendente dal comune di Paganica, a pochi km dall'Aquila. Con il decreto Mussolini della Grande Aquila, Paganica fu soppressa e accorpata come frazione.
La chiesa è stata gravemente danneggiata dal terremoto dell'Aquila del 2009: la facciata è rimasta quasi intatta assieme al campanile, mentre il corpo centrale è crollato, lasciando in piedi l'abside. Nel 2015 sono iniziati i lavori di ricostruzione, in concomitanza con quelli della chiesa di San Pietro presso Onna.
La chiesa aveva originalmente pianta a tre navate con colonne. Dopo la distruzione del 1703, le colonne furono sostituite da pareti con logge barocche e vari stucchi. Il soffitto era a cassettoni lignei e l'abside aveva altare barocco con la volta dipinta. La facciata è in pietra, con il campanile a vela.